# Lago Peyto
Il Lago Peyto è un lago glaciale, situato nella parte occidentale dell'Alberta, in Canada. Si trova sulle Montagne Rocciose Canadesi, all'interno del Parco nazionale Banff. Dalle sue acque si origina il fiume Mistaya.